# برونو اکوئل مانگا
برونو اکوئل مانگا (انگلیسی: Bruno Ecuele Manga؛ زادهٔ ۱۶ ژوئیهٔ ۱۹۸۸) بازیکن فوتبال اهل گابن است.
از باشگاه‌هایی که در آن بازی کرده‌است می‌توان به باشگاه فوتبال آنژه، باشگاه فوتبال دیژون، باشگاه فوتبال بوردو، باشگاه فوتبال لوریان، و باشگاه فوتبال کاردیف سیتی اشاره کرد.
وی همچنین در تیم ملی فوتبال گابن بازی کرده‌است.